# Montfort (Alpes-de-Haute-Provence)
Montfort település Franciaországban, Alpes-de-Haute-Provence megyében. Lakosainak száma 333 fő (2022. január 1.). Montfort Château-Arnoux-Saint-Auban, Châteauneuf-Val-Saint-Donat, Mallefougasse-Augès, Les Mées és Peyruis községekkel határos.

## Népesség
A település népességének változása:
| Lakosok száma | 142  | 259  | 382  | 389  | 365  | 346  | 332  | 322  | 325  | 333  |
|               | 1968 | 1982 | 1990 | 2006 | 2013 | 2015 | 2017 | 2019 | 2020 | 2022 |